# Steven Landsburg
Steven E. Landsburg (* 1954) ist ein US-amerikanischer Ökonom. Er ist Professor an der University of Rochester.

## Leben
Landsburg promovierte 1979 an der University of Chicago. Von 1989 bis 1994 lehrte er an der Colorado State University.

## Bücher (Auswahl)
- Armchair Economist: Economics & Everyday Life. Free Press, 1993, ISBN 0-02-917775-8.
- Macroeconomics (mit Lauren J. Feinstone). Mcgraw-Hill, 1996, ISBN 0-07-020496-9.
- Fair Play. Free Press, 1997, ISBN 0-684-82755-7.
- More Sex Is Safer Sex: The Unconventional Wisdom of Economics. Free Press, 2007, ISBN 1-4165-3221-8.
- The Big Questions: Tackling the Problems of Philosophy with Ideas from Mathematics, Economics, and Physics. Free Press, 2009, ISBN 1-4391-4821-X.
- Price Theory and Applications. South-Western College Publications, 2010 (8. Auflage). ISBN 0-538-74645-9.